# Bianchi Quadriciclo
Das Bianchi Quadriciclo ist ein Quadricycle. Hersteller Bianchi aus Italien, die seinerzeit noch als Fabbrica Automobili e Velocipedi Edoardo Bianchi firmierten.

## Beschreibung
Es war das erste vierrädrige Automobil des Herstellers. Die älteste bekannte Erwähnung stammt von 1899. Im Mai 1901 war ein Fahrzeug auf dem Turiner Autosalon ausgestellt.
Die Basis bildete das Dreirad Bianchi Triciclo. Anstelle des einzelnen Vorderrades gab es deren zwei. Das Fahrzeug ähnelte dem De-Dion-Bouton-Quadricycle. Abbildungen zeigen allerdings einen speziellen Rahmen, bei dem kein schräges Unterrohr vom Steuerrohr zum Tretlager verläuft, wie es viele von Motordreirädern zu Quadricycles umgebaute Fahrzeuge haben. Das Fahrzeug hatte Tretkurbeln.
Der Fahrer sitzt auf einem Motorradsattel kurz vor den Hinterrädern. Zwischen den Vorderrädern ist ein Sitz für einen Passagier.
Ein De-Dion-Bouton-Einzylindermotor ist zwischen den Hinterrädern eingebaut. Eine Quelle nennt für 1899 und 1903 einen Motor mit 2,75 PS Leistung. 74 mm Bohrung und 76 mm Hub ergaben 327 cm³ Hubraum. De Dion-Bouton verwendete einen Motor dieser Stärke allerdings erst ab Februar 1900. In Bianchi-Katalogen von Februar 1900 und von 1902 wird dagegen ein Motor mit 2,25 PS genannt. Bei diesem Motor ergaben 70 mm Bohrung und ebenfalls 70 mm Hub 269 cm³ Hubraum.
Die letzte bekannte Erwähnung findet sich im Bianchi-Verkaufskatalog von 1903.